# 부레 (음악)

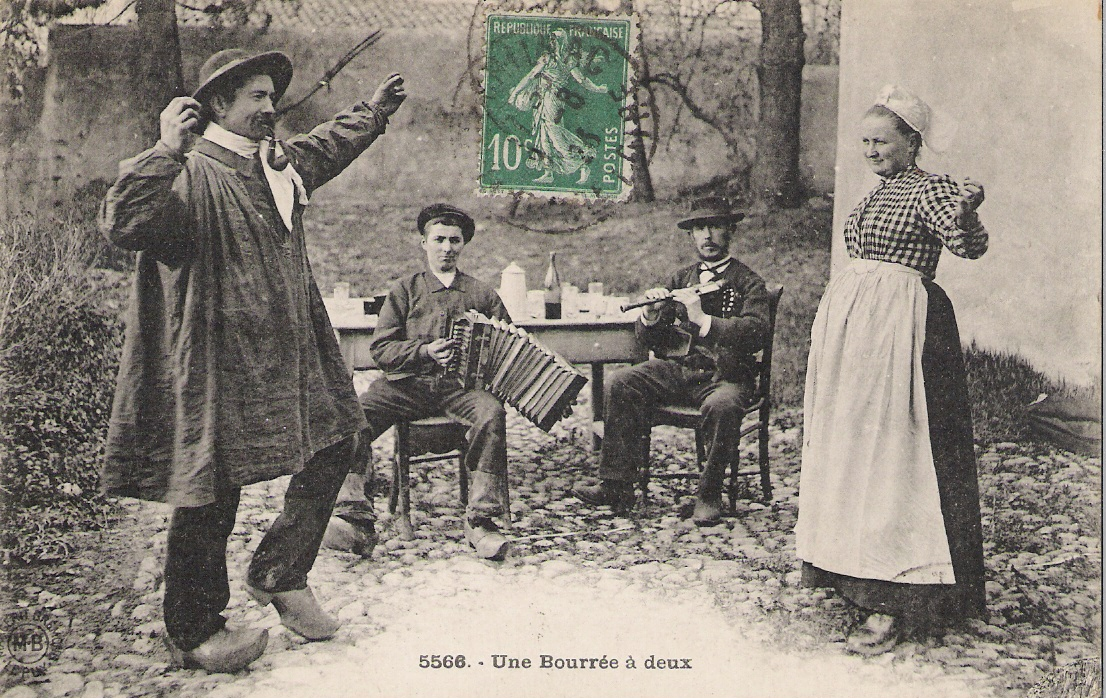
부레

부레(오크어: borrèia)는 프랑스에서 발생한 빠른 템포로 된 2박자의 춤곡이다.
보통 반박의 여린박으로 시작한다. 장바티스트 륄리가 처음으로 극음악 속에 부레를 사용하여 기악곡에서도 쓰이기 시작했다. 고전 모음곡에서도 사용되었으며, 18세기에는 요한 제바스티안 바흐의 《관현악 모음곡 바흐 작품 번호 1066~69》, 《류트 모음곡 바흐 작품 번호 996》, 게오르크 프리드리히 헨델의 《수상 음악 헨델 작품 번호 348~50》, 19세기에는 에마뉘엘 샤브리에의 《변덕스러운 부레》, 휴버트 패리의 《라드노르 부인 모음곡》등에서도 볼 수 있다.

## 같이 보기
- 브랑르